# Reine
Reine er et byområde og fiskevær i Moskenes kommune i Lofoten i Nordland. Reine er administrationscenter i kommunen, og har 324 indbyggerede per. 1. januar 2012. Øerne i Reine er knyttet sammen med broer, og europavej 10 passerer stedet. Reine har vært handelssted siden 1743. Fra byen afgår der hurtigbåde til omkringliggende bebyggelser som bl.a. Bunesfjorden.
Sidste solopgang før mørketid er 9. december og første solopgang efter mørketid er 3. januar.

## Kendte personer fra Reine
- Hans Erik Dyvik Husby, musiker og skuespiller